# Ай (Челябінська область)
Ай (рос. Ай) — селище залізничної станції у Кусинському районі Челябінської області Російської Федерації.
Входить до складу муніципального утворення Медведевське сільське поселення. Населення становить 10 осіб (2010).

## Історія
Від 1940 року належить до Кусинського району Челябінської області.
Згідно із законом від 9 червня 2004 року органом місцевого самоврядування є Медведевське сільське поселення.

## Населення
| 2002 | 2010 |
| ---- | ---- |
| 19   | ↘10  |